# Гілюв (Свентокшиське воєводство)
Гілюв (пол. Gilów) — село в Польщі, у гміні Бліжин Скаржиського повіту Свентокшиського воєводства.
Населення — 378 осіб (2011).
У 1975-1998 роках село належало до Келецького воєводства.

## Демографія
Демографічна структура на день 31 березня 2011 року:
|          | Загалом | Допрацездатний вік | Працездатний вік | Постпрацездатний вік |
| -------- | ------- | ------------------ | ---------------- | -------------------- |
| Чоловіки | 191     | 23                 | 146              | 22                   |
| Жінки    | 187     | 32                 | 102              | 53                   |
| Разом    | 378     | 55                 | 248              | 75                   |